# Sam Baird
Sam Baird (ur. 17 czerwca 1988 w Uffculme, Anglia) – angielski snookerzysta zawodowy.

## Kariera amatorska
Zanim Sam Baird rozpoczął swoje występy w Main Tourze, odniósł kilka zwycięstw w turniejach amatorskich. W sezonie 2006/2007 odniósł zwycięstwo w Silver Waistcoat Tour. Dwa sezony później (sezon 2008/2009) zwyciężył w Gold Waistcoat Tour, a także w turniejach: Pontin’s Businessland U-21 Series, oraz EBSA Pro-Ticket Tour Play-Off.

## Kariera zawodowa
Karierę zawodowego snookerzysty Sam Baird rozpoczął w 2009 roku.
Swoje wejście do Main Touru a zarazem występy w kwalifikacjach do zawodowych turniejów snookerowych zawdzięcza zwycięstwu w EBSA Pro-Ticket Tour Play-Offs.
W sezonie 2009/2010 brał udział w kwalifikacjach do turniejów snookerowych. W kwalifikacjach do Shanghai Masters przegrał już w pierwszej rundzie, pokonany przez Bena Woollastona 4-5. Podobnie było w kwalifikacjach do Grand Prix, gdzie w pierwszej rundzie przegrał z Danielem Wellsem 2-5. W kwalifikacjach do UK Championship Baird doszedł do drugiej rundy pokonując Bjorna Haneveera 9-4, ulegając później Joemu Delaneyowi 8-9. Kwalifikacje do The Masters i Welsh Open dla Bairda zakończyły się po pierwszej rundzie, gdzie w pierwszych kwalifikacjach uległ Chińczykowi Liu Songowi 2-4, w drugich zaś Craigowi Steadmanowi 3-5.
Zdecydowanie najlepszy dotychczas występ Bairda w Main Tourze w sezonie 2009/2010 to kwalifikacje do turnieju China Open. Sam Baird doszedł w nich do czwartej, ostatniej rundy pokonując po drodze Craiga Steadmana, Liu Songa i Iana McCullocha. Przegrał jednak z Irlandczykiem Fergalem O’Brienem 2-5. Podczas tych kwalifikacji udało mu się wbić najwięcej z wszystkich, bo trzy breaki stupunktowe (109, 100, 100).

## Statystyka zwycięstw

### Amatorskie
- Silver Waistcoat Tour – 2006/7
- Gold Waistcoat Tour – 2008/9
- Pontin’s Businessland U-21 Series – 2008
- EBSA Pro-Ticket Tour Play-Off – 2009